# 1. Sinfonie (Schubert)
Die Sinfonie Nr. 1 D-Dur D 82 ist eine Sinfonie von Franz Schubert.

## Entstehung
Franz Schubert schrieb die Sinfonie im Jahr 1813 im Alter von 16 Jahren. Wann Schubert mit der Komposition begann, ist ungewiss, doch ist durch Schuberts Vermerk »Finis et Fine. Den 28. October 1813« bekannt, wann die Arbeit an der Sinfonie beendet war.
Zu dieser Zeit ging sein Aufenthalt im kaiserlich-königlichen Konvikt zu Ende, wo er seinen Freund Joseph von Spaun kennenlernte und ihm 1809 schrieb, dass „Sie Glücklicher […] jetzt dem Gefängnis“ entgehen. Zum militärähnlichen Schulbetrieb kam ein Komponierverbot durch seinen Vater aufgrund Schuberts schlechter Schulleistungen.
Die Uraufführung der Sinfonie fand im Herbst 1813 in Wien statt. Es ist ungewiss, ob die Sinfonie von dem Orchester des Wiener Stadtkonvikts uraufgeführt wurde oder von Otto Hatwigs Orchester-Verein, der aus dem Hausquartett der Schubert-Familie entstanden war. Die vereinfachte Besetzung sowie die kompositorische Vereinfachung einer Triole der Violinen und Viola im 4. Satz lassen den Orchester-Verein als uraufführendes Organ der Sinfonie vermuten.

## Zur Musik

### Orchesterbesetzung
1 Flöte, 2 Oboen, 2 Klarinetten in A, 2 Fagotte, 2 Waldhörner in D, 2 Trompeten in D, Pauke, I. Violine, II. Violine, Bratsche, Violoncello, Kontrabass

### Erster Satz: Adagio – Allegro vivace
Die einzelnen Teile des Satzes haben im Rahmen der Gattung der Sinfonie ungewöhnliche Dimensionen. So erstreckt sich das Hauptthema auf lediglich 60 Takte und der Seitensatz auf 20 Takte, der dritte Teil hingegen auf mehr als 80 Takte.
In der feierlichen, langsamen Einleitung des ersten Satzes durchläuft ein Dreiklang in Streichern und Bläsern eine Oktave, gefolgt von einer absteigenden Antwort der Violinen. Die letzten zwei Takte der Introduktion leiten durch einen Paukenwirbel und eine Dreiklangsbrechung zum Allegro vivace-Hauptthema des Satzes über. Das Seitenthema ähnelt dem Thema aus dem Finalsatz von Ludwig van Beethovens 3. Sinfonie („Eroica“) sowohl im Gestus als auch in Details der Struktur.
In der Reprise wird nicht nur das Hauptthema, sondern auch die langsame Einleitung wiederholt. Ähnliches fand sich vor der Entstehung von Schuberts Sinfonie Nr. 1 in der Posthornserenade KV 320 von Wolfgang Amadeus Mozart, in der Sinfonie Nr. 103 von Joseph Haydn (der „Sinfonie mit dem Paukenwirbel“) und der Klaviersonate Nr. 8 von Ludwig van Beethoven (der „Pathétique“).

### Zweiter Satz: Andante
Der Satz wird durch das romanzenhafte Hauptthema im 6/8-Rhythmus bestimmt. Der in der Grundtonart stehende Hauptteil wird zweimal wiederholt. Während die erste Wiederholung (ab Takt 43) in erweiterter Form stattfindet, erklingt die zweite Wiederholung (ab Takt 92) wie eine Reprise. Im zweiten Satz fällt Schuberts motivische Verarbeitung auf.
Laut Musikwissenschaftler Walther Vetter ist dieses Andante ein „klassizistischer Nachklang, farblos, unpersönlich, epigonal“.
Eine weit verbreitete Auffassung geht davon aus, dass Schubert sich bei der Komposition dieses Andante am zweiten Satz Mozarts Sinfonie Nr. 38 (die „Prager Sinfonie“) orientiert habe. Während beide Sätze in der gleichen Tonart und Taktart stehen sowie – in einem begrenzten Umfang – gleiche Themen verwenden, sprechen die sonstigen Unterschiede zwischen den Sätzen, so Musikwissenschaftler Alfred Einstein, eher gegen diese Vermutung.

### Dritter Satz: Menuetto. Allegretto
Ursprünglich trug der dritte Satz die Tempobezeichnung „Allegro vivace“, das später von Schubert in „Allegretto“ umgeändert wurde. Der Satz hält sich an die üblichen Merkmale eines Menuetts.
Das Allegretto-Tempo des Satzes betont der schreitenden Gestus der Viertel im Bass. Das 33-taktige Trio hat den Charakter eines Ländlers; die Kadenz ist unter anderem durch die Einführung eines Wechselnotenmotivs geprägt.

### Vierter Satz: Allegro vivace
Der heitere vierte Satz folgt der Sonatensatzform ohne langsame Einleitung; jedoch wird die Exposition nicht wiederholt.
Das Hauptthema verfügt über eine einfache Struktur. Der Seitensatz startet in Takt 86 ist dem Hauptthema des Finalsatzes in Charakter und Instrumentation verwandt und ähnelt stark dem Hauptthema des ersten Satzes. Nach einer verkürzten Reprise beginnt in Takt 336 die Coda mit beschleunigten Triolen und einer chromatisch absteigenden Basslinie.

## Wirkung
Am 5. Februar 1881 erklang das Werk erneut anlässlich einer Aufführung aller Schubert-Sinfonien im Crystal Palace in London. Die britische Presse zeigte sich beeindruckt angesichts der Reife der Musik, gemessen am jugendlichen Alter ihres Komponisten. So schrieb zum Beispiel The Guardian:

„Ein besonders interessanter Programmpunkt war die Aufführung von Schuberts I. Symphonie – ein wirklich wundervolles Werk, wenn man bedenkt, dass der Komponist ein ›Kerl‹ von gerade einmal 16 Jahren war. Sie besitzt melodischen Reichtum, ist berückend instrumentiert und weist keine Spuren eines Ungleichgewichts zwischen Inhalt und Form auf, das so häufig Kennzeichen von ›Frühwerken‹ ist.“

Veröffentlicht wurde die Sinfonie im Jahre 1884 im Rahmen der von Johannes Brahms redigierten Alten Gesamtausgabe aller Schubert-Sinfonien durch den Verlag Breitkopf & Härtel. Brahms bescheinigte Schuberts so genannten Jugendsinfonien keinen hohen künstlerischen Wert und war der Meinung, sie „sollten nicht veröffentlicht, sondern nur mit Pietät bewahrt und vielleicht durch Abschriften mehreren zugänglich gemacht werden“.
Antonín Dvořák war zu seiner Zeit einer der wenigen Bewunderer der frühen Sinfonien Schuberts, in denen er – trotz des Einflusses von Haydn und Mozart – im „Charakter der Melodien“, der harmonischen Progression und den vielen exquisiten Details der Orchestrierung Schuberts Individualität erkannte.
Das Autograph der Sinfonie wird heute von der Gesellschaft der Musikfreunde in Wien verwahrt.